# Frillestads församling
Frillestads församling var en församling i Lunds stift och i Helsingborgs kommun. Församlingen uppgick 2002 i Välluv-Frillestads församling.

## Administrativ historik
Församlingen har medeltida ursprung. 
Församlingen var till 1 maj 1929 i pastorat med Ekeby, före 1690 och efter 1 maj 1918 som annexförsamling, däremellan som moderförsamling. Från 1 maj 1929 till 1962 var den annexförsamling i pastoratet Bårslöv, Fjärestad, Frillestad och Välluv, från 1962 till 2002 annexförsamling i pastoratet Kropp, Mörarp, Hässlunda, Frillestad och Välluv. Församlingen uppgick 2002 i Välluv-Frillestads församling.

## Kyrkor
- Frillestads kyrka